# Stade Marcelo-Tinoco
 (mars 2025).
Le stade Marcelo-Tinoco est un stade de football situé à Danlí, au Honduras.
Le Real Maya Deportivo joue notamment ses matchs de football dans cette enceinte d'une capacité de 5 000 places.